# راهبرد کلان
استراتژی عالی (انگلیسی: Grand strategy) استراتژی کلان یا راهبرد عالی دربرگیرنده "اشتغال هدفمند کلیه ابزارهای قدرت در دسترس جامعه امنیتی است. موضوعات استراتژی عالی به‌طور معمول شامل انتخاب جبهه اولیه در مقابل جبهه‌های ثانویه در جنگ است، از جمله توزیع منابع تولیدی در بین سرویس‌های خدماتی مختلف است، به‌طور کلی تولید تسلیحات مورد نیاز به بهترین شکل برای برقراری اتحادهای بین‌المللی که با اهداف ملی مطابقت دارند و همخوان بودن آن با سیاست خارجی است. استراتژی عالی در درجه اول بر پیامدهای نظامی سیاست متمرکز است. به‌طور معمول رهبری سیاسی یک کشور استراتژی عالی آن کشور را در هماهنگی با مقامات ارشد نظامی تدوین می‌کند. توسعه استراتژی عالی یک ملت تابع سالیان کار یا عبور از چندین نسل شکل می‌گیرد. به عبارت دیگر گسترش استراتژی عالی به تفکر راهبردی بسط پیدا می‌کند.
راهبرد کلان (استراتژی کلان یا عالی / grand strategy)  از ابتدای قرن بیستم با ظهور واژه «خط مشی و سیاست ملی»، راهبرد در جایگاهی بین راهکنش و سیاست ملی قرار گرفت. این وضعیت موجب شد تا تعاریف سیاست ملی، راهبرد و راهکنش در دوران جنگ جهانی اول که از گستردگی زیادی برخوردار بود و کشورهای درگیر مجبور به نبرد در چند جبهه بودند، ناکارا جلوه کند.
در پاسخ به این امر واژه و مفهوم جدیدی یعنی واژه راهبرد کلان ظهور کرد که در واقع به نوعی ترکیب مفهوم راهبرد و سیاست ملی بود. راهبرد کلان مفهومی بود که در چارچوب آن راهبردهای بخشی همچون راهبرد نظامی، راهبرد اقتصادی، راهبرد سیاسی و راهبرد بازرگانی کشور قرار می‌گرفت.

## تعریف
استراتژی کلان شامل "به کارگیری هدفمند کلیه ابزارهای قدرت در دسترس برای یک جامعه امنیتی" است.  موضوعات استراتژی کلان معمولاً شامل انتخاب جبهه اولیه در مقابل جبهه های ثانویه در جنگ، توزیع منابع در بین سرویس های خدماتی مختلف، به طور کلی تولید اسلحه مورد نیاز به بهترین شکل برای برقراری اتحادهای بین المللی که با اهداف ملی مطابقت دارد و با سیاست خارجی همخوانی دراد. استراتژی کلان در درجه اول بر پیامدهای نظامی سیاست متمرکز می شود. رهبری سیاسی یک کشور به طور معمول با هماهنگی ارشدترین مقامات نظامی، استراتژی کلان را تدوین می کند. توسعه استراتژی کلان یک مملکت ممکن است در طی سالها یا حتی چندین نسل گسترش پیدا کند.

## تعریف لیدل هارت استراتژی کلان
بیسل لیدل هارت نقش استراتژی کلان را در هماهنگی و هدایت کلیه منابع یک کشور یا یک گروه را برای دستیابی به هدف سیاسی جنگ می داند.
در استراتژی کلان باید منابع اقتصادی و نیروی انسانی کشور را برای حفظ قوای جنگی محاسبه کرده و توسعه داده شود. همچنین منابع روحی و روانی برای تقویت روحیه و اراده مردم غالباً به همان اندازه اهمیت دارد. استراتژی کلان نیز باید توزیع قدرت بین چندین سرویس و بین خدمات و صنعت را تنظیم کند. علاوه بر این، قدرت جنگیدن یکی از ابزارهای استراتژی کلان است که باید قدرت فشار مالی، تجاری، فرهنگی و تحریم ها نیز در نظر گرفته و از آن استفاده شود.
علاوه بر این، در حالی که افق استراتژی محدود به جنگ است؛ استراتژی کلان فراتر از جنگ، به صلح بعدی نیز نگاه می کند. نه تنها باید ابزارهای مختلف را با هم استفاده کرد، بلکه باید استفاده از آنها را طوری تنظیم کرد که از صدمه به وضعیت آینده صلح برای امنیت و رفاه آن جلوگیری شود.